# Vaartkom

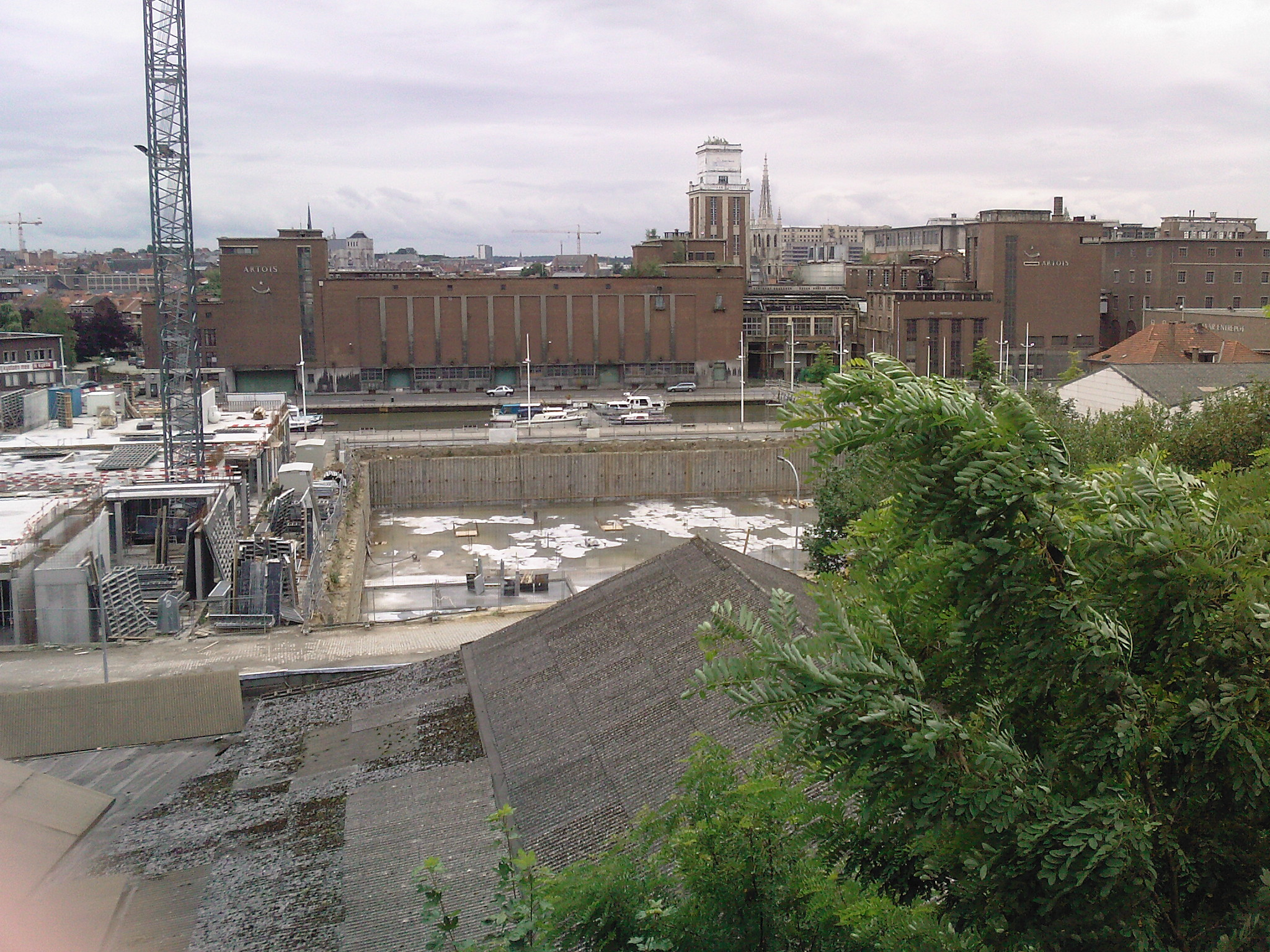
Vaartkom in vernieuwing, 2008

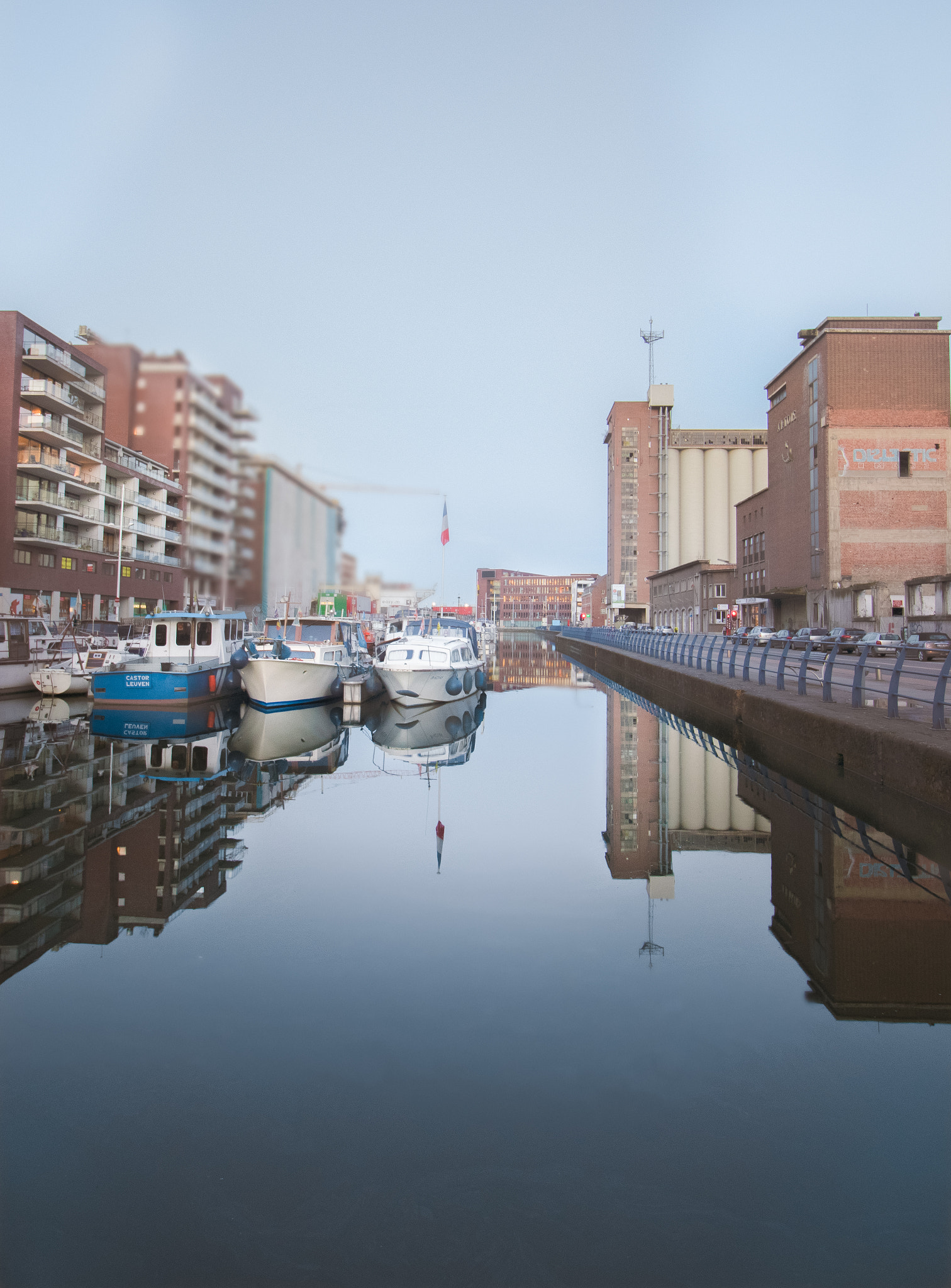
Overzicht 2018

De Vaartkom is een in de Vlaamse stad Leuven gelegen stadsdeel aan de Leuvense Vaart.

## Situering
De Vaartkom bevindt zich aan de Leuvense Vaart, een van de oudste kanalen in de Lage Landen. Aan het einde loopt de Vaart uit in een cul-de-sac, met als afsluitstuk het historische Entrepot-gebouw aan het Victor Broosplein. Geografisch situeert de Vaartkom zich binnen de ringweg en op wandelafstand van het stadscentrum met het station, de Bondgenotenlaan, de Grote Markt. Ook opritten tot de snelwegen E40 en E314 liggen via de nabije Leuvense Ring binnen enkele honderden meters van de Vaartkom.
De Vaart met jachthaven en de Abdij van Keizersberg zijn rustpunten in het dicht bij het centrum van de stad, diverse belangrijke uitvalswegen en (inter)nationale spoorverbindingen gelegen stadsdeel.

## Historiek
Van oudsher was de Vaartkom een industrieel gebied. Er bevinden zich historische gebouwen en installaties van Den Hoorn, de brouwerij die aan de oorsprong lag van het bier Stella Artois.
Historisch gezien was het aan de Vaartkom dat de bekende Leuvense nijverheden zich ontplooiden: bierbrouwerijen zoals Brouwerij Artois, graanmaalderijen, houthandelaren enzovoort. Met het verdwijnen en verhuizen van deze traditionele industrie na de Tweede Wereldoorlog, verloor de wijk zijn oorspronkelijke functie en verviel tot een desolaat, post-industrieel gebied. In de jaren 90 van de 20e eeuw verliet ook de brouwerij zijn installaties en kantoren aan de Vaart.

### Stadsvernieuwing

#### Eerste pogingen jaren 1990 - 2007
Een eerste aanzet tot herwaardering van de Vaartkom werd gegeven in 1998 met de aanleg van de Leuvense jachthaven. Het Leuvense stadsbestuur trachtte privé-projectontwikkelaars aan te porren tot investeren in het Vaartkom-gebied door het scheppen van gunstige legislatieve omkadering en weginfrastructuur, zoals de aanleg van het J.M. Artois-plein aan de toegang tot de Kanaalzone.
Deze maatregelen bleken echter niet genoeg om de privésector er toe te brengen een eigen bijdrage te leveren tot de heropleving van het Vaartkom-gebied. Rond de millenniumwisseling werden de eerste meer uitgelijnde plannen opgesteld voor een doorgedreven stadsvernieuwingsproject voor het gehele kanaal-gebied. Andere ambitieuze renovatieprojecten in Leuven kregen echter prioriteit, zoals de vernieuwing van het Martelarenplein, de wijdere stationsbuurt en de Philips-site, zodat een doorstart van de Vaartkom andermaal uitbleef.

#### Hernieuwde interesse vanaf 2007
Sinds 2007 is de wijk het grootste stadsvernieuwingsgebied van België en ondergaat ze een transformatie tot nieuwe stadswijk. Er zullen diverse nieuwe woon- en winkelcomplexen komen langs een verkeersvrije boulevard aan het water. Een nieuw stadspark wordt opengesteld op de Keizersberg. De nieuwe wijk Tweewaters wordt de eerste CO2-negatieve woonwijk van België. In de oude graansilo's komt een meer dan 50 meter hoog hotel-, woon- en commercieel complex.
Na het -grotendeels- voltooien van de andere grote Leuvense infrastructuurwerken, legde het stadsbestuur zich met hernieuwde aandacht toe op transformeren van de Vaartkom tot een volledig vernieuwd stadsdeel. Ditmaal lijkt de tijd wel rijp: met de hulp van diverse privé-projectontwikkelaars en onder begeleiding van het Leuvense stedenbouwkundig bureau BUUR (BUreau URbanisme) staan diverse residentiële, culturele en infrastructuurwerken op stapel.
In 2008 stelde het stadsbestuur van Leuven, onder leiding van burgemeester Louis Tobback, het project Vaartkom voor aan de pers. Volgens de burgemeester onderneemt Leuven in de volgende +/- 20 jaar aan de Vaartkom niet alleen het grootste stadsvernieuwingsproject uit de Leuvense geschiedenis, maar zelfs binnen de Belgische landsgrenzen zou dit ambitieuze project zijn gelijke niet kennen. De totale investering zal neerkomen op ettelijke miljarden euro's, bijeengebracht door zowel privé- als publieke investeerders. Ter kennisgave van het Vaartkom-project werd een speciale uitgave van Mozaïek, het Leuvense stadsvernieuwings-magazine, volledig gewijd aan de Vaartkom.

## Sport en cultuur

### Sport
Langs en in het kanaal vinden regelmatig sportieve activiteiten plaats. De brede fiets- en wandelpaden vormen het eind- of startpunt van vele fietsmanifestaties en loopwedstrijden. Ook in het water wordt sport beoefend. Sinds enkele jaren wordt in september de Vaartchallenge gehouden, een raftingwedstrijd voor groepen van zes personen waarbij allerhande praktische proeven moeten worden afgelegd tijdens het raftingtraject. Na het beëindigen van de grote industriële activiteiten, is de biologische kwaliteit van het water voldoende hersteld om een gezond visbestand op te bouwen zodat ook voor vissers de Vaartkom een geliefd plekje is geworden om hun sport te beoefenen.

### Cultuur
De aanwezigheid van grote, open ruimtes in de verlaten opslagloodsen en fabriekshallen vormt voor tal van culturele instellingen een podium om aan cultuur-educatie te doen. Deze activiteiten concentreren zich vooral aan de zuidkant van de Vaartkom, in de 19e-eeuwse Molens Van Orshoven, een voormalige maalderij en pakhuis. Aan de noordkant van de Vaartkom bestaat het cultuuraanbod uit de technoclub van Leuven, Silo, en gastronomische cultuur, met een loungeclub en restaurant Hungaria, waar gastronomie en muziek gecombineerd worden tijdens thema-avonden waarbij jazz wordt gespeeld of een techno-dj de muzikale omlijsting verzorgt.

## Projecten

### Noordoever

#### Woon- en winkelcomplexen
- De Noordoever van de Vaartkom is de locatie voor drie nieuwe woon- en winkelcomplexen aan een verkeersvrije winkel-wandel boulevard aan de waterkant. Historisch was is de Noordoever opgebouwd in zes gebouwenblokken en deze structuur blijft behouden, zij het dat de nieuwe blokken niet langer uit industriële maar eerder residentiële en commerciële gebouwen bestaan. Opbouw van twee van deze complexen, bestaande uit luxe-appartementen in woonblokken en -torens rond binnentuinen, werd aangevangen begin 2008 met oplevering in de lente van 2010.
- Het derde complex werd in augustus 2008 aangekondigd door Dijledal, de Leuvense sociale huisvestingsmaatschappij. Onder auspiciën van Dijledal werd in 2010 begonnen met de bouw van een nieuw hoofdkantoor voor de sociale maatschappij, alsook een 50-tal woningen, een mengeling van privé- en sociale woongelegenheid. In het nieuwe complex was ook plaats voor commerciële projecten (winkels, horeca). Het ging om een investering van zo'n €14 miljoen, te dragen door Dijledal zelf en met een substantiële bijdrage van het Leuvense stadsbestuur.
- Met het verkeersvrij maken van de Vaartkom zelf, die in het verleden steeds een belangrijke verbindingsweg is geweest, wordt de verkeersstroom verlegd naar het Engels plein, aan de achterzijde van de drie nieuwe woon- en winkelcomplexen. Het Engels Plein, sinds verscheidene jaren enkel in gebruik als parkeerterrein, wordt omgevormd tot nieuwe bestemmingsplek voor grootschalige detailhandel zoals supermarkten en meubelzaken. Beginfase van deze transformatie is 2010, en bestaat uit het aanleggen van een parkeergarage voor zo'n 1500 wagens, een winkel- en kantoorcomplex en beperkte woongelegenheid.

#### Keizersbergpark
- In maart 2008 heeft de stad Leuven het grootste deel van het cultureel-historisch patrimonium van de Abdij van Keizersberg in erfpacht genomen. Najaar 2008 wordt door de stadsdiensten gestart met de heraanleg van deze historische site tot een publiek park, met wandel- en recreatiemogelijkheden zoals een sportterrein. Dit nieuwe park is in omvang het grootste stadspark van Leuven en daarmee een welkome groene long binnen de stedelijke omgeving.
- In september 2008 kondigde het Vlaams-Brabantse provinciebestuur aan dat de Europese Unie substantiële steun toekent voor het aanleggen van een lift en een monumentale trap op de helling tussen de Keizersberg en het Engels Plein. De subsidie omvat bijna € 600.000,- of meer dan een derde van de voorziene kostprijs en garandeert dat er vlug een aanvang kan worden genomen met de aanleg van nieuwe toegangen tot het park Keizersberg via de Vaartkom.

### Zuidoever

#### Sluispark
Het Sluispark is een nieuw publiek park, met de Dijle-rivier als "blauwe" draad. Het stadsbestuur kocht in 2008 een aantal leegstaande panden op om dit park te realiseren. De Dijle, die hier in het verleden grotendeels ondergronds liep, wordt opengewerkt en langsheen de rivier wordt een nieuw verbindingspad voor voetgangers en fietsers aangelegd dat de Vaartkom rechtstreeks verbindt met het stadscentrum.

#### Creative Minds Gaming Incubator in voormalige brouwerij De Hoorn
De Hoorn is een van de gebouwen die de Vaartkom zijn toonaangevende smoel (dixit Louis Tobback op de Vaartkom-persconferentie) geven. Deze vroeg-20e-eeuwse brouwerij van de Brouwerij Artois was de bakermat van het vermaarde biermerk Stella Artois (nog steeds is in het logo van Stella Artois de hoorn verwerkt waarnaar deze brouwerij vernoemd werd). De brouwerij en brouw-installaties werden in 1997 erkend als monument. Binnen het Vaartkom-project krijgt het complex een nieuwe bestemming; gebruikmakend van de historische gebouwen en aangevuld met een nieuwbouw-gedeelte wordt De Hoorn omgevormd tot een centrum voor bedrijven in de creatieve sector onder de naam Creative Minds. Samen met de KU Leuven zal een Gaming Incubator worden opgericht: een bedrijvencentrum waar initiatieven met betrekking tot het ontwikkelen van computer games de kans krijgen om uit te groeien tot volwaardige industriespelers. In mei 2009 kende de Vlaamse overheid een subsidie toe van €250.000,- om dit project uit te bouwen.
Het Gentse architectenbureau Office360 tekende een ontwerp uit om naast de (beschermde) oude brouwerij een nieuwbouwtoren te plaatsen, zo'n vijf verdiepingen hoger dan het originele bouwvolume en verbonden met het historische gedeelte via een open atrium. Er is plaats voor congresruimte, winkels, horeca en een publiek toegankelijk dakpark met panoramisch uitzicht over de stad. De industriële installaties worden zo veel mogelijk in hun oorspronkelijke staat bewaard.
Eind mei 2009 kwam er kritiek op deze plannen en meer bepaald op de nieuw geplande toren, van de Leuvense Gemeentelijke Commissie voor Ruimtelijke Ordening die liever had gezien dat het nieuwbouwgedeelte niet of niet te hoog boven de bestaande bouwhoogte zou uittorenen. Reactie van het Leuvense stadsbestuur, meer bepaald van burgemeester Louis Tobback en schepen van Ruimtelijke Ordening Karin Brouwers, was om de kritiek naast zich neer te leggen en te stellen dat de plannen volledig passen binnen de visie van de stad Leuven voor de herbestemming van de Vaartkom als creatieve, dynamische nieuwe pool binnen Leuven.

### Tweewaters
Tweewaters is de naam van een nieuwe stadswijk op de Zuidoever van de Leuvense Vaartkom die ontwikkeld werd door stadsontwikkelaar Ertzberg. De naam Tweewaters is toe te schrijven aan het feit dat het gehele gebied van de nieuwe wijk omringd wordt door water: door de Leuvense Vaart aan de noordzijde en de Dijle rondom de drie andere zijdes. Wegens tegenvallende verwachtingen besloot Ertzberg delen van het project door te verkopen aan andere projectontwikkelaars waaronder AG Real Estate en de stad Leuven.

#### Balk van Beel
- De eerste fase van het project, met start van de bouwwerken eind 2009, is de "Balk van Beel" - een 185 meter lang gebouw ontworpen door en vernoemd naar architect Stéphane Beel. De Balk van Beel bestaat uit vijf verdiepingen, met op de onderste etage buurtondersteunende diensten en winkels, zoals crèches, traiteur, voedingswinkels, en op de vier verdiepingen woongelegenheid. De woonverdiepingen krijgen direct toegang tot het omliggende park.
- Om het duurzaamheidskarakter van de wijk te vrijwaren, wordt voor de commerciële ruimtes in de Balk van Beel de voorkeur gegeven aan handelszaken die deze filosofie expliciet uitdragen: bioslagers, winkels met een groot aanbod aan lokale producten, fietshandel, lokale poetsdiensten, enzovoort.
- Verwacht werd dat de Balk van Beel, de eerste fase van het Tweewaters-project, klaar zou zijn in 2013.

#### De Silo's
Na voltooiing van de Balk van Beel wordt het historische Silo-gebouw aangepakt. Opgetrokken in de jaren 1950 als graanopslagruimtes van brouwerij Stella Artois maar buiten gebruik sinds de jaren 1990, vormen de Silo's al decennialang een van de meest aandachtstrekkende punten in de skyline van Leuven. Deze Silo's bestaan uit 54 betonnen kokers van zo'n 50 m hoogte, elke koker met een diameter van 6 m. Dit monumentale gebouw blijft geheel behouden en krijgt een opwaardering tot de nieuwe architecturale parel van Leuven.
- Op straatniveau komt een centrum voor lichamelijke en geestelijke ontwikkeling met een leescafé waar plaats is voor kunst en cultuur en met diverse diensten voor lichamelijk welzijn zoals fitnessruimte, persoonlijke verzorgingsdiensten en (alternatieve) geneeskunde.
- De Silo-kokers zelf zullen omgevormd tot unieke "silolofts" en de hoogste kokerverdiepingen vormen de locatie van een vijf-sterren belevingshotel met 120 kamers. De koker-structuren worden doorboord om vensterruimtes te creëren. Een groot, horizontaal nieuwbouw-volume boven op de silokokers en zo'n 18 m vóór het eigenlijke gebouw uitstekend zweeft gedeeltelijk boven de Vaart. Hier is plaats voor zowel woningen als een lounge-restaurant, een publiek stadsbalkon en een skybar met 360° overzicht van de stad Leuven en omgeving. Het heeft de vorm van een 'vierkante donut' - het middengedeelte blijft open ruimte zodat er natuurlijke lichtinval is in de Silo-ruimtes. De opening van de Silo's werd voorzien voor 2014 maar liep vertraging op doordat het project technisch complex bleek.

#### Duurzame parkwijk
- Zo'n 70% van het gebied blijft groene ruimte aangezien er wordt gestreefd naar het opzetten van een zogenaamde parkwijk: alle gemotoriseerde verplaatsingen binnen de wijk vinden ondergronds plaats en bijzondere aandacht wordt besteed aan het aanbieden van familiale infrastructuur (buurtwinkels, school, kinderopvang, enz) binnen de nieuwe wijk zelf zodat de nood aan gemotoriseerde verplaatsingen minimaal blijft.
- Het groene parkgedeelte van Tweewaters wordt ontworpen door landschapsarchitect Michel Desvigne. Het park bestaat uit verschillende gedeeltes: een watergedeelte aan de Dijle met rietbeplanting, een speeltuin, schaduwplanten, een intiem park, een open gedeelte voor publieke activiteiten, zoals culturele manifestaties, en fruitbomen.
- De ontwikkelaars van Tweewaters stellen maximale duurzaamheidsdoelstellingen, zowel tijdens de bouw als voor de stedelijke functies na voltooiing. Er zal gebruikgemaakt worden van lokaal opgewekte, hernieuwbare energie en warmteontwikkeling door middel van biodiesel op basis van de niet-eetbare (en dus meer ethisch verantwoorde) Jatropha-plant. Tevens wordt op de daken van de meeste nieuwe gebouwen in totaal zo'n 10.000 m² fotovoltaïsche panelen geplaatst en wordt de energiebehoefte van de nieuwe gebouwen beperkt gehouden door middel van extensieve isolatie.
- De totale energiebalans zal dan ook positief uitdraaien en in totaal kan zo'n 28% van de Leuvense binnenstad van energie voorzien worden door de nieuwe krachtcentrales. Dat maakt van Tweewaters de eerste CO2-negatieve wijk van België. Projectontwikkelaar Ertzberg werkt samen met het Wereldnatuurfonds om dit project te erkenning te doen krijgen als wereldwijd voorbeeld van duurzaam wonen.

#### Molens Van Orshoven
Naast woongelegenheid is Tweewaters ook een culturele baken. Waar tot voorheen bloemmolens en pakhuizen uit de 18e eeuw stonden, de Molens Van Orshoven, verrijst een kunstencentrum. Na het stilleggen van de Molens als actieve installaties in de jaren 1990, kregen diverse cultuurorganisaties een vaste stek in de oude industriële gebouwen. Deze en nieuwe gebruikers uit de culturele wereld beschikken na de herontwikkeling van de site over nieuwe atelier-, expositie- en voorstellingsruimtes en omringende infrastructuur zoals kantoren en vergaderzalen. Voor openluchtvoorstellingen is er een amfitheater aan de Vaart. Cultuurliefhebbers kunnen hun intrek nemen in zogenaamde Theater-appartementen die doelbewust op het nieuwe openluchttheater georiënteerd zijn. Creatievelingen kunnen beschikken over kunstenaarswoningen: gemengde atelier- en woonruimtes.

#### Kantoorruimte
Sinds InBev in de jaren 1990 zijn nieuwe hoofdkantoor en onderzoekslabo optrok aan het J.M. Artoisplein, beschikt de Vaartkom over een aantal hoogwaardige kantoorgebouwen. Naar aanleiding van het Tweewaters-project komt er bijkomende kantoorruimte, met de aanleg van een nieuw, stervormig kantoorgebouw, ontworpen door het architectenbureau Xaveer de Geyter. Het volledige dakoppervlakte van dit nieuwe gebouw wordt bedekt met zonnepanelen.

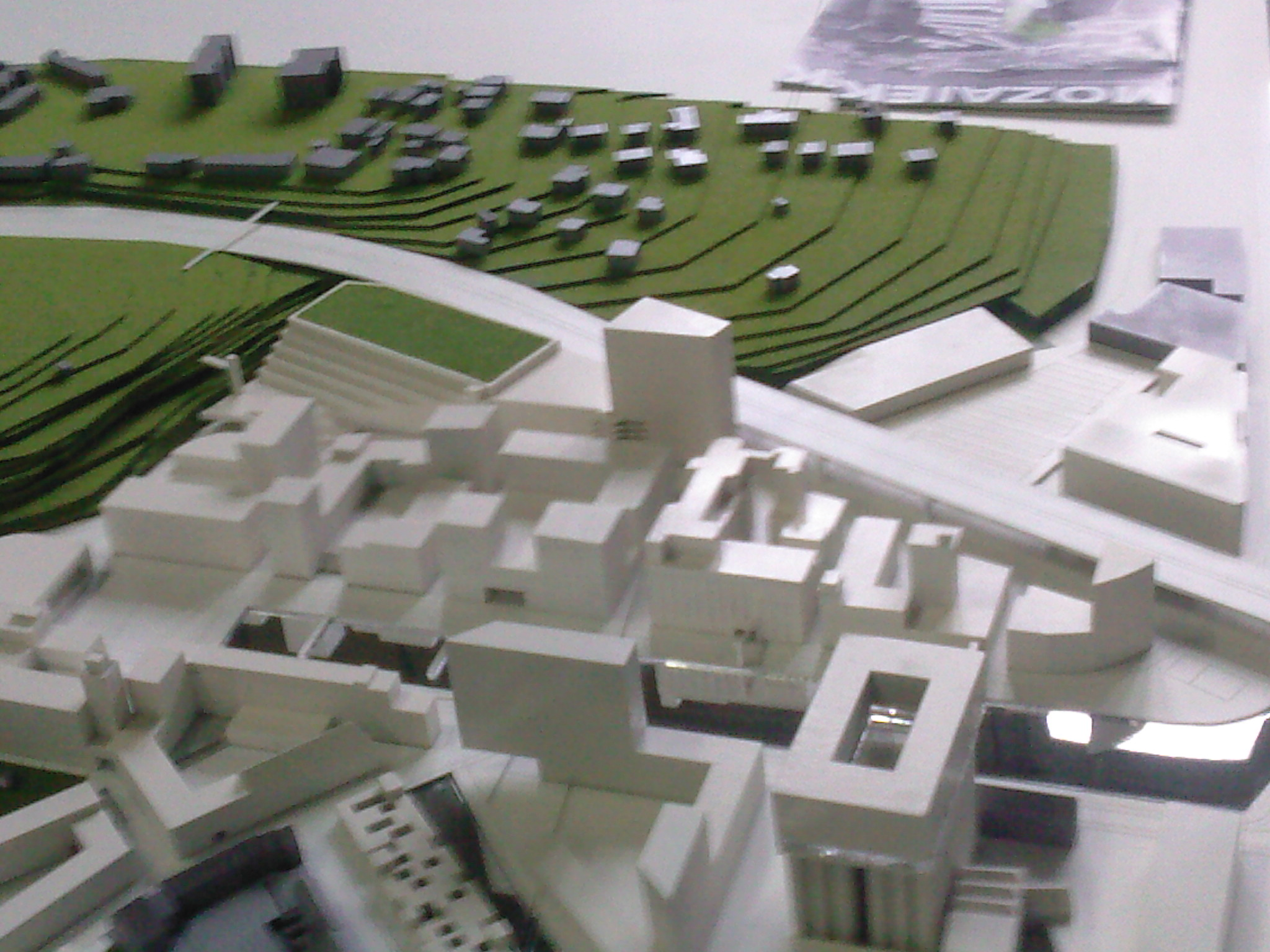
Maquette vernieuwde Vaartkom zoals voorgesteld september 2008

### Mobiliteit
Met het aantrekken van duizenden nieuwe bewoners en de functiewijziging van de historische infrastructuur, moet ook de mobiliteit binnen de vernieuwde Vaartkom grondig worden aangepakt:
- De Noordoever wordt een autoluwe boulevard met winkels, cafés en restaurants aan de waterkant.
- Bestaande verkeersstromen worden verlegd naar het Engels Plein dat gaat functioneren als bestemmingsplek voor grotere detailhandel (elektronicazaken, supermarkten) waarvoor in de binnenstad geen ruimte is. Een nieuwe brug over de Vaartkom en een parkeergebouw op het Engels Plein moet deze nieuwe situatie mogelijk maken.
- Verbinding tussen het lagere niveau van de Vaartkom en het hogergelegen nieuwe park op de Keizersberg wordt gevormd door de nieuwe monumentale trap en de lift vanop het Engels Plein.
- Aansluiting van het Engels Plein met het station en de binnenstad wordt verzekerd door zowel nieuwe buslijnen als fiets- en wandelpaden.
- De Tweewaters-wijk wordt bovengronds volledig verkeersvrij gemaakt; ontsluiting voor de auto wordt gerealiseerd door ondergrondse parkeerplaatsen en toegangswegen.
- Een netwerk van ecologisch verantwoorde E-Solex-brommers en oplaadpunten maakt makkelijke verplaatsingen binnen de stad mogelijk.
- In 2008 pleitte Gecoro voor de aanleg van een pendeltramverbinding tussen het station en de Vaartkom.[1] Dit zou de herintroductie van de tram geweest zijn in Leuven, waar de tram uit het straatbeeld verdween midden 20e eeuw. In de plaats hiervan wordt vanaf 22 april buslijn 600 uitgebreid met 1 halte en zal daar om de 10 minuten een bus van de nieuwe binnenringbuslijn 601 vertrekken.

## Vaartkom Weerspiegeld
Om de ingrijpende veranderingen aan de Vaartkom in beeld te brengen en te helpen duiden, werd het project 'Vaartkom Weerspiegeld' opgezet door de stad Leuven. Het project heeft als bedoeling zo veel mogelijk verhalen en foto's te verzamelen van de historische Vaartkom, de huidige transformatie en de nieuwe plaats die dit gebied zal innemen in de stad. Huidige omwoners en creatievelingen worden aangemoedigd om foto's en verhalen aan te brengen die herinneren aan het industriële verleden. Daarnaast wordt de huidige transformatie gedocumenteerd door middel van foto's tijdens de verschillende fases van de heropbouw. In de eindfase van het Vaartkom Weerspiegeld-project zal een boek worden samengesteld met de meest aansprekende foto's en verhalen. Dit boek zal worden aangeboden aan de nieuwe bewoners van de diverse woningen, die nu nog in de steigers staan.